# Macropharynx meyeri
Macropharynx meyeri är en oleanderväxtart som först beskrevs av Ezcurra, och fick sitt nu gällande namn av C.C. Xifreda. Macropharynx meyeri ingår i släktet Macropharynx och familjen oleanderväxter. Inga underarter finns listade i Catalogue of Life.